# ハンナ・ウッド
ハンナ・ウッド （英語：Hannah Wood, 1983年10月7日 - ）は、アメリカ合衆国の女優。